# Ла-Манш
Ла-Ма́нш (фр. La Manche — «Рукав»), або Англійський канал (англ. English Channel) — протока (за гідрологічним режимом — море)[джерело?] між островом Великою Британією і материком Євразія (Франція). На сході звужується й переходить у протоку Па-де-Кале.
У часи Давнього Риму Ла-Манш називали Oceanus Britannicus — Британським океаном. У вікторіанську епоху його називали «Британським морем», а сьогоденні моряки його звуть «рукавом» (The Sleeve).
Ла-Манш допоміг Сполученому Королівству стати військово-морською наддержавою, слугуючи природним захистом для зупинки спроб вторгнень, таких як під час Наполеонівських війн і Другої світової війни.
Північне, англійське узбережжя Ла-Маншу густонаселеніше, ніж південне, французьке узбережжя. Основними мовами цього регіону є англійська та французька.

## Географічне положення

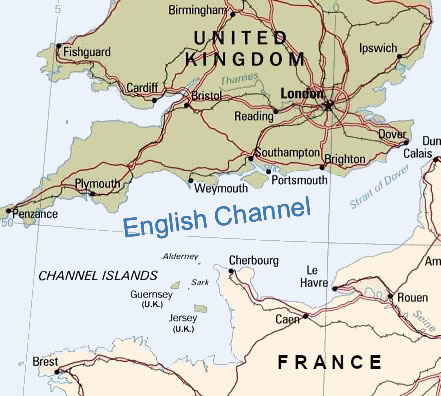
Мапа Ла-Маншу

Разом з Па-де-Кале з'єднує Північне море з Атлантичним океаном. Довжина 578 км. Ширина на заході 250 км, на сході 32 км. Найменша глибина на фарватері — 23,5 м. Під Ла-Маншем (між Дувром і Кале) споруджено тунель (загальна довжина 52,5 км, зокрема 38 км під дном протоки). Має площу близько 75 000 км².
Міжнародна гідрографічна організація встановила межі каналу:
На заході: проходить між мисом Лендс-Енд (50°04′ пн. ш. 5°43′ зх. д. / 50.067° пн. ш. 5.717° зх. д.) в Англії та о. Іль Віргіл (48°38′23″ пн. ш. 4°34′13″ зх. д. / 48.63972° пн. ш. 4.57028° зх. д.), віддаленим від французького узбережжя Бретані на 1,5 км.
На сході: проходить між французьким маяком Вальді (50°59′06″ пн. ш. 1°55′00″ сх. д. / 50.98500° пн. ш. 1.91667° сх. д.), розташованим за 6 км на схід від Кале, і північним краєм затоки Святої Маргарет (51°10′00″ пн. ш. 1°24′00″ сх. д. / 51.16667° пн. ш. 1.40000° сх. д.) в Англії. Це поруч з портовим м. Дувр.
Порти: Фалмут, Плімут, Торбі, Ексмут, Веймут, Пул, Саутгемптон, Портсмут, Богнор-Ріджис (Велика Британія), Сен-Мало, Шербур, Кан, Ле-Гавр, Фекам, Дьєпп (Франція).
Межі каналу найчастіше визначаються як лінія між Ленд Ендом й Уессаном на заході і протокою Па-де-Кале на сході. На заході переходить у Кельтське море.

## Клімат
Акваторія протоки розташована в помірному кліматичному поясі. Цілий рік панують помірні повітряні маси. Переважає західний перенос. Значні сезонні коливання температури повітря. Зволоження надмірне. Цілий рік переважає циклонічна діяльність, погода мінлива, шторми. Відносно тепла вітряна зима; відносно прохолодне вологе літо зі спокійнішою погодою.

## Геологічне утворення

Прорив передльодовикового озера Доггерланду

Згідно з існуючою теорією, на місці Ла-Маншу лежали низинні землі, на кшталт сьогоденних Нідерландів. Згодом рівень моря почав підійматися, і просторі долини поступово заповнилися водами океану, ставши дном протоки, відрізавши Велику Британію від материка.
Проте нове дослідження Санджива Гупта (Sanjeev Gupta) та ін. (2007) довело, що Англійський канал був створений у результаті ерозії, викликаної двома великими повенями відтоку води з велетенського озера, утвореного в льодовиковий період злиттям Темзи та Рейну.
Згідно з цими дослідженнями, антикліналь Вельд-Артуа понад 425 тисяч років тому була крейдяним гірським пасмом висотами до 180 метрів у районі нинішнього Па-де-Кале, на захід від якої лежали низини.
Стікання води басейну Темзи, Рейну та інших річок району відбувалося через Північне море.
Коли Північне море було заблоковано льодовиком від Скандинавії до Шотландії, вода з річок стала накопичуватися в замкнутому басейні, формуючи гігантське передльодовикове озеро, яке живилось як річками, так і талими водами льодовика. Льодовик тоді зупинився трохи на північ від гирла Темзи. Південь же Англії льодовиком ніколи не покривався.
425 тисяч років тому, піднявшись, вода прорвалася на південний захід, промивши в районі Па-де-Кале русло кілька десятків кілометрів завширшки та близько 50 метрів завглибшки.
Прорив води був різким, що призвело до раптового затоплення терен. Потік що прямує Ла-Маншем протягом багатьох місяців досягав 1 млн м³/сек (для порівняння: стік Волги біля Волгограда становить лише 8 тис. м³/сек). На сьогоденному дні Па-де-Кале вода промила пряму й широку підводну долину з характерним «рифленим» дном, вивернувши та розколовши скелі.
На думку науковців, ситуація повторилася 225 тисяч років тому під час наступного заледеніння. Другий прорив Темзи та Рейну на південний захід був навіть масштабнішим за перший. Чергова мегаповінь розширила Па-де-Кале майже до сьогоденних розмірів.

### Останній льодовиковий період
Під час останнього льодовикового періоду 110 000 — 12 000 років тому дно протоки переважно залишалося сухим через низький рівень моря. Маас, Шельда і Темза були притоками Рейну. Сомма й Сена, а також річки південної Англії впадали в Ла-Манш. Ця ситуація змінилась близько 8000 років тому, коли піднявся рівень моря і Північне море через Па-де-Кале знову з'єдналося з Англійським каналом.

## Визначні дати перетинання Ла-Маншу

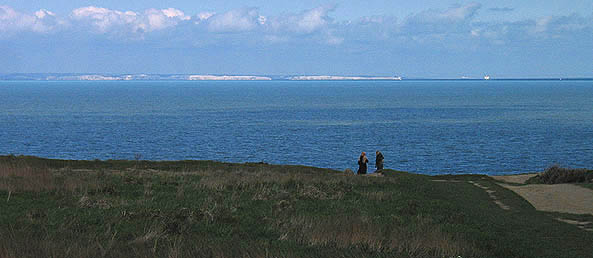
Вид на Дувр із французького узбережжя

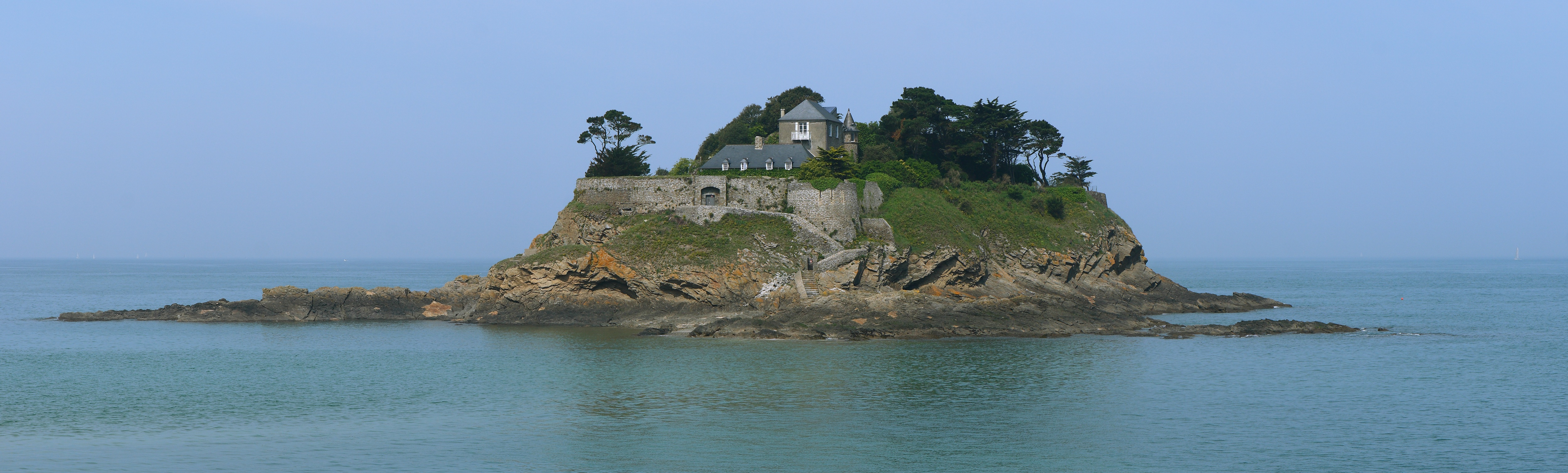
Форт дю Геклен на острові Геклен біля узбережжя Бретані в Англійському каналі

- 1066: висадка нормандців у Англії; Вільгельм Завойовник перемагає англійського короля Гарольда II та завойовує Англію.
- 1785: подорож на повітряній кулі з Дувра (Англія) до Франції француза Жана-П'єра Бланшара та американського фізика Джона Джеффріса.
- 1875: перша подорож Метью Веба[en] за 21 годину 45 хвилин від Дувра до Кале.
- 1909: Перший авіапереліт, здійснений Луї Блеріо за 38 хвилин від Кале до Дувру на борту літака «Блеріо XI».
- 1926: Ґертруда Едерле стала першою жінкою, яка перепливла Ла-Манш за 14 годин 31 хвилину.
- 1990: 1 грудня протоку було сполучено тунелем під Ла-Маншем.
- 1996: перша поїздка залізничною мережею Eurostar по тунелю (потяг може доїхати з Лондона до Парижа за 3 години).
- 2005: рекордна подорож на яхті «Ідроптер» за 34 хвилини.
- 2006: 5 серпня Ігор Ненько першим з українських плавців подолав Ла-Манш вплав.
- 2008: у серпні відбувся перший заплив за допомогою Вейкбордингу, проведений Карін Байє протягом 2 годин і 8 хвилин.
- 2008: 26 вересня стався перший політ на ранці-крилі, винайденому швейцарським винахідником і льотчиком Івом Россі.
- 2010: 18 вересня Філіпп Круазон перетнув Ла-Манш уплав, не маючи жодних кінцівок.
- 2019: 2 серпня український паралімпійський плавець Олег Іваненко, при спробі переплисти протоку Ла-Манш, подолав рекордну (62 км) відстань для осіб з інвалідністю за 18 годин[7][8][9].[сумнівно — обговорити].
- 2019: 4 серпня французький винахідник Френкі Запата перелетів протоку Ла-Манш на флайборді за 22 хвилини[10].
- 2021: 20 серпня український 44-річний спортсмен-аматор, тріатлоніст, львів'янин Віталій Ступак проплив через протоку Ла-Манш за 14,5 год. Свій заплив він присвятив 30-річчю незалежності України[11].